# 1954 dans les chemins de fer
Chronologie des chemins de fer
1953 dans les chemins de fer - 1954 - 1955 dans les chemins de fer

## Évènements

### Juillet
- 2 juillet, France : mise en service de la première étape de l'électrification de la transversale Nord-Est (Valenciennes - Thionville), entre Valenciennes et Charleville-Mézières / Lumes.

### Novembre
- 12 novembre, France : décret 54-1100 portant sur les déclassement des lignes suivantes :

- Ligne de Saint-Sébastien à Guéret
- Ligne de Pierrelatte à Nyons
- Ligne de Colmar-Central à Marckolsheim
- Ligne de Saint-Vincent-des-Landes à Massérac
- Ligne de Miniac-Morvan à La Gouesnière - Cancale - Saint-Méloir
- Ligne de Beaumont-Loriat à Saint-Flour
- Ligne d'Argenton-sur-Creuse à La Chaussée
- Ligne de Ruffec à Roumazières-Loubert
- Ligne de Sommières à Gallargues
- Ligne de Ribérac à Parcoul-Médillac
- Ligne de La Cave à Ribérac
- Ligne d'Aigrefeuille-Le-Thou à Rochefort

- déclassement des sections de lignes suivantes :
- Ligne de Tournemire - Roquefort au Vigan : section de L'Hospitalet-du-Larzac à Avèze - Molières (PK 543,900 à 583,270)
- Ligne de Châteaubriant à Ploërmel : section de La Thébaudais (garage) à Messac (PK 373,300 à 395,170)
- Ligne d'Auneau-Ville à Dreux : sections de d'Auneau-Ville à Gallardon (PK 2,200 à 10,960) et de Gallardon à Maintenon (PK 11,776 à 21,137)
- Ligne de Falaise à Berjou : section comprise entre Falaise et Mesnil-Hubert (PK 3,727 à 23,557)
- Ligne de Château-Thierry à Oulchy - Breny : section de Château-Thierry à Coincy (PK 1,245 à 19,715)
- Ligne de Magnac - Touvre à Marmande : section de Magnac - Touvre à Mussidan
- Ligne de Firminy à Saint-Rambert-d'Albon : section de Riotord à Bourg-Argental entre les PK 33,345 et 51,032
- Ligne d'Auxerre-Saint-Gervais à Gien : sections de Auxerre-Saint-Amâtre à Sauilly (PK 3,550 à 25,500) et de Saint-Fargeau à Ouzouer (PK 54,731 à 77,31)
- Ligne de Saillat-sur-Vienne à Bussière-Galant : section de Rochechouart - Oradour-sur-Vayres (PK 454,200 à 470,500)
- Ligne d'Aiffres à Ruffec :  section de Chef-Boutonne à Paizay-Naudoin (PK 49,790 à 60,900)
- Ligne de Watten - Éperlecques à Bourbourg : section de Watten-Éperlecques à Saint-Pierrebrouck (PK 76,664 à 83,200)
- Ligne de Saint-Lô à Guilberville : section de Torigni-Saint-Amand - Guilberville (PK 16,900 à 24,930)

## Marquages et livrées
- SNCF : disparition des macarons de classe lumineux en bout de caisse.